# Tommaso Papa
Monsignore Tommaso Papa (Alcamo, 18 settembre 1907 – Alcamo, 25 febbraio 1983) è stato un presbitero, storico e poeta italiano.

## Biografia
Monsignore Papa era originario di Alcamo nella Provincia di Trapani; è stato ordinato sacerdote l'8 luglio del 1934. Per due anni (1934 e 1935)  è stato docente di religione presso il Liceo Ginnasio di Alcamo, insegnamento che ha continuato ad esercitare nelle scuole italiane di Tunisi fino al 1943.
Nel 1935 è stato Vicario Cooperatore presso la parrocchia della Chiesa delle Anime Sante di Alcamo, e nel mese di luglio dello stesso anno è diventato Cappellano dell'Ospedale Coloniale Italiano di Tunisi.
È stato anche redattore per la rivista Italiani di Tunisia, collaboratore del giornale L'Unione e fondatore de Il Lavoratore Italiano di Tunisia. È stato pure cappellano militare capo, quindi prigioniero e invalido di guerra.
Dopo il suo rientro in Italia, dal 1947 in poi, e per parecchi anni, è stato il parroco della Chiesa di Sant'Oliva di Alcamo; in seguito ha avuto la nomina di Canonico Onorario della Cattedrale di Trapani.
Alla sua attività sacerdotale, Mons. Papa ha collegato anche quella di storico e poeta; la sua maggiore opera storica è intitolata Memorie storiche del clero di Alcamo, la cui prima edizione risale al 1968.
Papa ha scritto diverse opere in versi che rivelano il suo animo crepuscolare e che sono quasi un elogio alla natura, all'arte e alla poesia; non manca in esse un po' dell'ironia tipica del siciliano.
Carlo Cataldo scrive su di lui: 
Mons. Tommaso Papa nelle poesie dimostra l'esemplare fedeltà a una innata vocazione poetica, la luminosa coerenza con un magistero stilistico impegnato nella strenua ricerca di un'espressione canora o sonora.
La sua è una poesia salvifica e pervasa da una grande spiritualità.

## Opere
- Alcuni giudizi su l'ospedale italiano a Tunisi; di Cortesi Angelo e Papa Tommaso; Tunisi, Italiani di Tunisia, 1940[3]
- A me' soru: versi siciliani; Alcamo, SETA La Folgore, 1930
- L'anima di D. Giuseppe Rizzo; Trapani, A. Vento, 1963
- Antonino Pipitone Cannone e il suo pensiero sul separatismo siciliano; Alcamo, Accademia di Studi Ciullo D'Alcamo, 1970, Tip. Bagolino
- I canti dell'anima; prefazione del dott. Paolo Mix; traduzioni in francese del prof. D. A. Guelfi; disegni del prof. Riccardo Lussi; Roma, La Dante Alighieri editrice, 1937
- I canti dell'anima nei giudizi della critica; Tunisi, 1939
- Un cappellano militare santo: mons. Benedetto Vivona; Trapani, G. Corrao, 1970[3]
- La Chiesa delle Anime Sante e lo spirito di S. Giovanni Bosco in Alcamo; Trapani, A. Vento, 1965
- La Chiesa di S. Oliva in Alcamo; Trapani, Vento, 1962
- La Chiesa di S. Oliva in Alcamo; Trapani, A. Vento, 1964
- Ciò che non travolge il tempo (discorso commemorativo); Tunisi, Ed. La Libreria "Janne d'Arc", 1941[1]
- Don Ignazio Provenza, sacerdote di Cristo e della Patria; Alcamo, Tip. Moderna, 1963
- Le clarisse in Alcamo; Tunisi, edizioni Bascone e Muscat, 1936
- Il culto dei morti in Sicilia; Alcamo; Accademia di studi Cielo D'Alcamo, 1958
- I diari del barone Felice Pastore; Trapani, Società trapanese per la storia patria, 1971?[3]
- La domenica; bollettino settimanale della Parrocchia, anni 1-15
- Il fatto della Gancia a Palermo; Alcamo, Tip. Moderna, 1961[3]
- Fior da fiore: versi postumi; editi a cura di Carlo Cataldo; Alcamo, ed. Campo, 1984[3]
- I fratelli Triolo di Sant'Anna, in un poema inedito di Vincenzo Narici dal titolo Il municipio di Alcamo: 1865-1875; Alcamo, Tip. Jemma, 1960
- Gratia plena: la Sicilia canta il Rosario a Maria, con prefazione di G. Petralia; Palermo, G. Priulla, 1958
- Ignazio Calandrino: attraverso la sua corrispondenza; Alcamo, Tip. Don Bosco, 1971
- Itinerario per una scelta; 19..
- La lampada votiva; Palermo: Scuola tipografica Boccone Del Povero, 1940[3]
- Lapidaria; Alcamo, 1943
- Leonardo Pipitone Cangelosi: l'uomo, il politico, il poeta; Alcamo, Accademia di studi Cielo d'Alcamo, 1977
- La luce che non si spegne: elogio funebre in onore di P. Ludovico Terranova; Trapani: STET, 1965[3]
- Luce nell'ombra: (versi); Alcamo; Ed. Accademia di Studi Ciullo, 1950, Tip. La Commercialgraf
- Memorie storiche del clero di Alcamo; Alcamo, Accademia di studi Cielo d'Alcamo, 1968
- Memorie storiche del clero di Alcamo; Alcamo, Sarograf, 1982
- Metodi d'osservazione e misura, di Mario Bertolotti, Tommaso Papa e Daniele Sette, 1978
- Nella luce della grazia, conferenza; Tunisi, edizioni Bascone e Muscat, 1939[1]
- L'Ospedale italiano di Tunisi: dalle origini ai nostri giorni, a cura di Angelo Cortesi e Tommaso Papa; Tunisi, Editrice La Rivista Italiani di Tunisia, 1939
- Il poema dell'oblìo di J.Madelaine (traduzione); Alcamo, Accademia di studi Cielo d'Alcamo, 1950
- La preziosa Margherita: Madre Diomira Margherita Crispi, fondatrice della Congregazione delle suore oblate al Divino Amore; Tivoli, Tip. S. Paolo, 1973
- Romanità: versi; Tunisi, Italiani di Tunisia, 1936
- Il Santuario; rivista mensile, nella ricorrenza del 4º centenario dell'Invenzione dell'Immagine della Madonna dei Miracoli; Alcamo, tip.Bagolino, 1946-47
- I terremoti in Sicilia: con prefazione alla raccolta del Bollettino La domenica della parrocchia S. Oliva di Alcamo; Alcamo, ed. Campo, 1968[3]
- Verde sereno; Milano, ed. Gastaldi, 1947